# نادي ساوثهامبتون
نادي ساوثهامبتون لكرة القدم (بالإنجليزية: Southampton Football Club) هو نادي كرة قدم إنجليزي، يقع مقره في مدينة ساوثهامبتون بمقاطعة هامبشاير في جنوب إنجلترا. تأسس في 21 نوفمبر 1885 باسم "St. Mary's YMA". يلقب النادي باسم القديسين (بالإنجليزية: the Saints)، ويلعب مباراياته الرسمية على ملعب ساينت ماري الذي يتسع لحضور 32,589 ألف متفرج، بعدما انتقل اليه النادي عام 2001 من ديل.
لدى ساوثامبتون منافسة طويلة الأمد مع نادي بورتسموث بسبب الموقع والتاريخ البحري لكلتا المدينتين. ومن المعروف أن المباريات بين الجانبين قوية ومثيرة باعتبارها ديربي الساحل الجنوبي.
يلعب في الدوري الممتاز، وقد فاز النادي بكأس الاتحاد الإنجليزي مرة واحدة عام 1976. هبط ساوثامبتون من الدوري الإنجليزي الممتاز يوم 15 مايو 2005 بعد 27 موسم متتالي بين الكبار في الدوري الإنجليزي. بعد ثلاثة مواسم من اللعب في بطولة الدرجة الأولى، هبط النادي مرة أخرى لدوري الدرجة الثانية في عام 2009، وبعد سنتين من لعب كرة القدم في المستوى الثالث، عاد النادي إلى الصعود تحت إدارة نايجل آدكنز. تم استبدال آدكنز في يناير 2013 من قبل مدير اسبانيول ماوريسيو بوتشيتينو السابق، الذي حصل مع القديسين على المركز 14 في أول موسم له بعد عودته في دوري الدرجة الأولى، وفي مايو 2024 عاد الفريق للعب في الدوري الممتاز بعد هبوطه لموسم واحد في الدرجة الأولى.

## الملعب

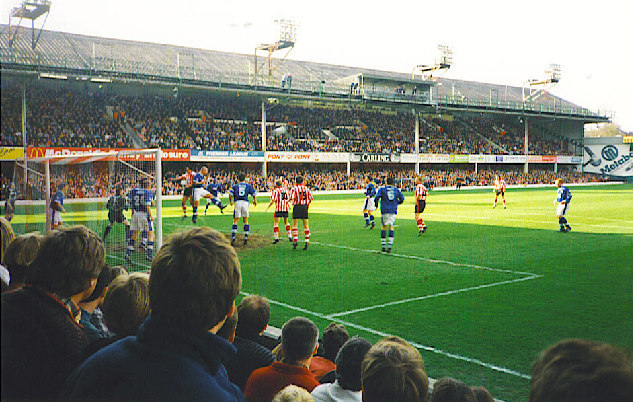
ملعب سانت ماري

ملعب سانت ماري (بالإنجليزية: St Mary's Stadium) هو ملعب كرة قدم يقع في مدينة ساوثامبتون، وهو الملعب الرسمي لنادي ساوثامبتون الذي يشارك في الدوري الإنجليزي الممتاز. تصل طاقتة الإستياعبية إلى 32,589 ألف متفرج، وبذلك يعتبر الملعب هو أكبر ملعب لكرة القدم في جنوب إنجلترا، خارج العاصمة الإنجليزية لندن.
منذ عام 1980، عندما نافس ساوثامبتون بانتظام أفضل الفرق في الدوري الإنكليزي (وخاصة في عام 1984 عندما كانوا وصيف الدوري)، كان هناك حديث عن الانتقال إلى ملعب جديد ليحل محل ديل بسبب قدم الملعب ووجوده في مكان مكتظ مما جعله غير صالح لعمل توسعة كبيرة. بدأ البناء في ديسمبر 1999 واكتمل في نهاية شهر يوليو 2001، مع العمل على الملعب نفسه وو بلغت تكلفة البنية التحتية ما مجموعه 32 مليون جنيه استرليني.

## تشكيلة الفريق

### التشكيلة الحالية
آخر تحديث 28 أغسطس 2021.
ملاحظة: تشير الأعلام إلى المنتخب الوطني على النحو المحدد في قواعد الأهلية للفيفا. قد يحمل اللاعبون أكثر من جنسية واحدة غير تابعة للفيفا.
| الرقم | البلد           | المركز | اللاعب            |
| ----- | --------------- | ------ | ----------------- |
| 1     | إنجلترا         | حارس   | أليكس مكارثي      |
| 2     | إنجلترا         | مدافع  | كايل ووكر-بيترز   |
| 4     | البرازيل        | مدافع  | ليانكو            |
| 5     | إنجلترا         | مدافع  | جاك ستيفنز        |
|       |                 |        | (ن.كابتن)         |
| 7     | جمهورية أيرلندا | مهاجم  | شين لونغ          |
|       |                 |        |                   |
| 9     | إنجلترا         | مهاجم  | أدم أرمسترونغ     |
| 10    | إسكتلندا        | مهاجم  | فرد آدامز         |
| 11    | إنجلترا         | وسط    | ناثان ريدموند     |
|       |                 |        |                   |
| 15    | فرنسا           | مدافع  | رومان بيرود       |
| 16    | إنجلترا         | مدافع  | تييري سمول        |
| 17    | إسكتلندا        | وسط    | ستيوارت آرمسترونغ |

| الرقم | البلد           | المركز | اللاعب          |
| ----- | --------------- | ------ | --------------- |
|       |                 |        |                 |
| 19    | مالي            | وسط    | موسى دجينيبو    |
| 20    | جمهورية أيرلندا | وسط    | ويل سمولبون     |
| 21    | إنجلترا         | مدافع  | تينو ليفرامينتو |
|       |                 |        |                 |
| 23    | إنجلترا         | وسط    | ناثان تيلا      |
|       |                 |        |                 |
|       |                 |        |                 |
|       |                 |        |                 |
| 35    | بولندا          | مدافع  | يان بيدناريك    |
| 41    | إنجلترا         | حارس   | هاري لويس       |
| 43    | فرنسا           | مدافع  | يان فاليري      |
| 44    | إنجلترا         | حارس   | فريزر فورستر    |
| 45    | إنجلترا         | مدافع  | سام مكوين       |

### المعارون
ملاحظة: تشير الأعلام إلى المنتخب الوطني على النحو المحدد في قواعد الأهلية للفيفا. قد يحمل اللاعبون أكثر من جنسية واحدة غير تابعة للفيفا.
| الرقم | البلد   | المركز | اللاعب                                                    |
| ----- | ------- | ------ | --------------------------------------------------------- |
| 54    | إنجلترا | حارس   | ماثيو هول (إلى ميلكشام تاون) حتى يناير 2022               |
| 62    | إنجلترا | وسط    | تيدي ديفي (إلى بول تاون) حتى ديسمبر 2021                  |
| 63    | إنجلترا | مهاجم  | بيني سماليس بريثويت (إلى نادي غلوستر سيتي) حتى يناير 2022 |
|       | إنجلترا | مدافع  | كاين رامزي (إلى نادي كرو ألكساندرا) حتى نهاية الموسم      |

| الرقم | البلد           | المركز | اللاعب                                                |
| ----- | --------------- | ------ | ----------------------------------------------------- |
|       | إنجلترا         | مدافع  | جيك فوكينز (إلى نادي روس كاونتي) حتى نهاية الموسم     |
|       | جمهورية أيرلندا | وسط    | ويل فيري (إلى نادي كرولي تاون) حتى نهاية الموسم       |
|       | إنجلترا         | مهاجم  | دان نلوندولو (إلى نادي لينكولن سيتي) حتى نهاية الموسم |

## ديربي الساحل الجنوبي
هو الاسم الذي يطلق على المباريات بين ساوثهامبتون ونادي بورتسموث الذي يحمل اسم مدينة بورتسموث والتي تبعد 19 ميلاً (31 كم) عن مدينة ساوثهامبتون. ويعرف ديربي الساحل الجنوبي أيضاً باسم ديربي هامبشاير. كانت هناك 71 مباراة بين الناديين، فاز ساوثهامبتون بـ 35 مباراة وفاز بورتسموث في 21 مباراة وانتهت 15 مباراة بالتعادل.